# Splendrillia stegeri
Splendrillia stegeri é uma espécie de gastrópode do gênero Splendrillia, pertencente a família Drilliidae.